# Cryptophorellia phaeoptera
Cryptophorellia phaeoptera är en tvåvingeart som först beskrevs av Mario Bezzi 1926.  Cryptophorellia phaeoptera ingår i släktet Cryptophorellia och familjen borrflugor. Inga underarter finns listade i Catalogue of Life.